# SO-DIMM

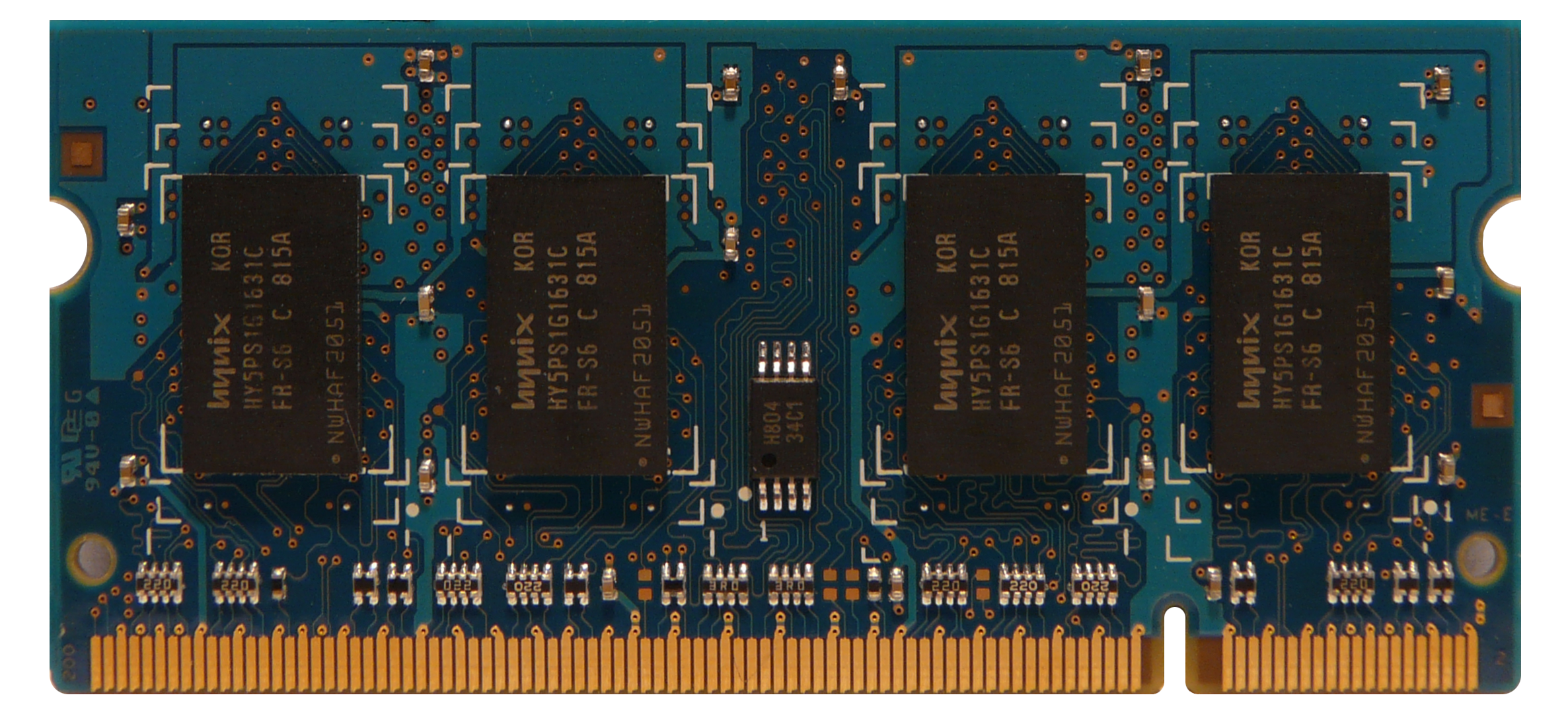
Modul SO-DIMM

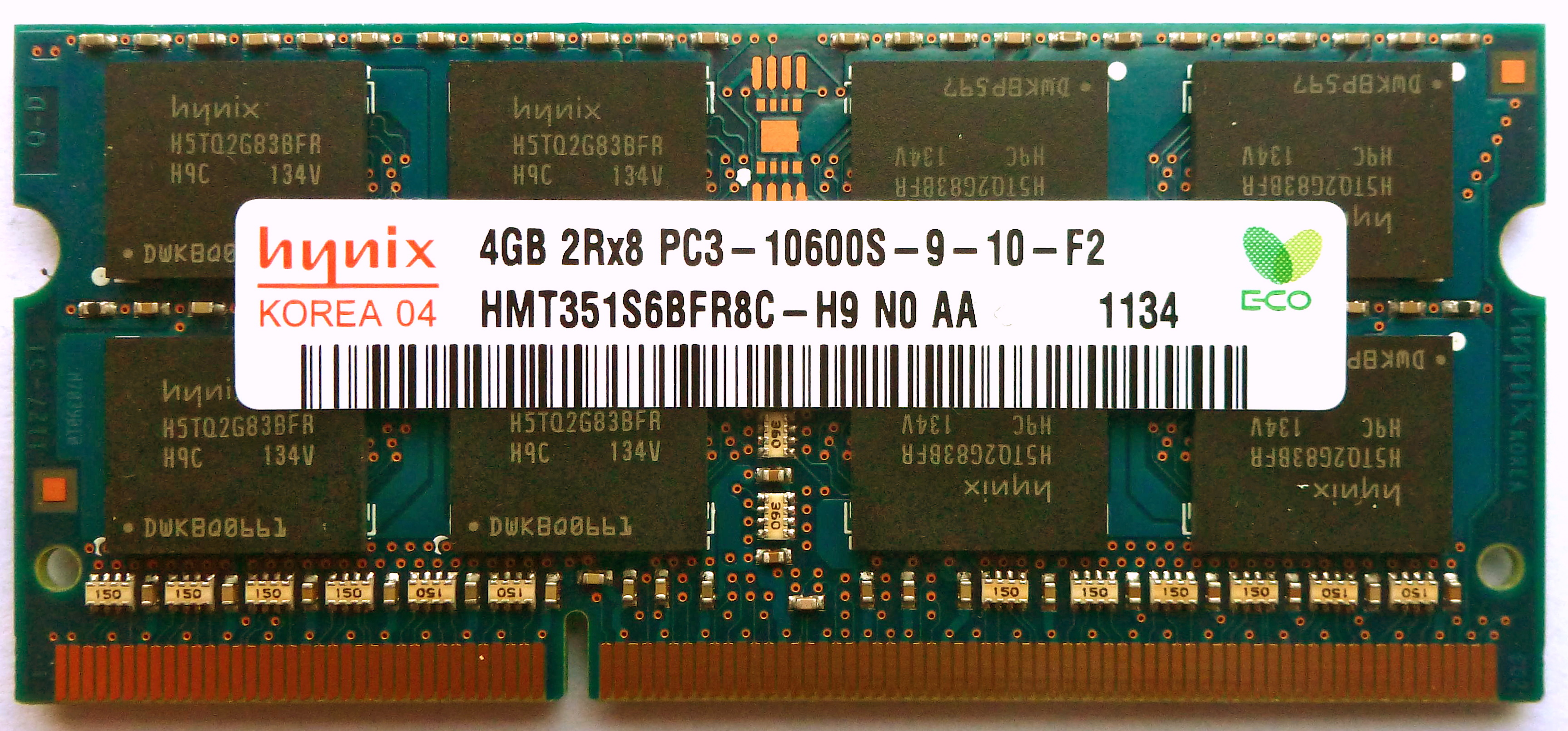
PC3-10600 DDR3 SO-DIMM (204 pinů)

Porovnání pamětí SO-DIMM, 200 pinů DDR SDRAM & DDR2 SDRAM, a 204-pin DDR3 SDRAM

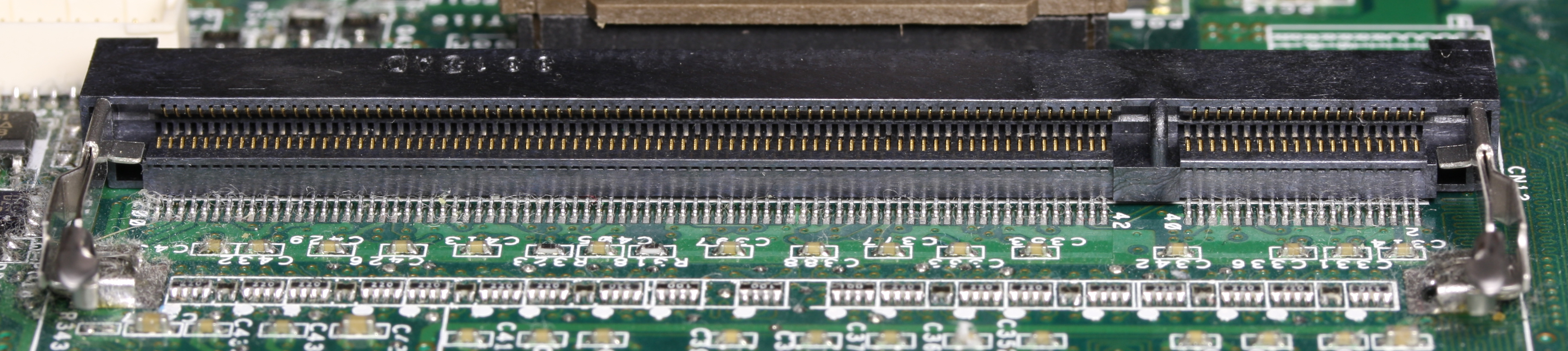
Slot na základní desce pro paměti SO-DIMM

SO-DIMM (zkratka z anglického small outline dual in-line memory module) je typ počítačové paměti vytvořený pomocí integrovaných obvodů. Jedná se o rozměrově menší alternativu pamětí DIMM, proti kterým jsou zhruba poloviční.
Používají se primárně v přenosných zařízeních, zejména noteboocích, dále v malých univerzálních počítačích postavených na platformách se základní deskou typu Mini-ITX, v dražších rozšiřitelných počítačových tiskárnách a v síťovém hardware, například směrovačích.

## Vizuální identifikace
Většinu typů pamětí SO-DIMM lze na první pohled rozpoznat výraznými výřezy, které je charakterizují a zabraňují jejich záměně za jiné typy pamětí , které nejsou podporované daným zařízením.
Paměti SO-DIMM dělíme takto :
- 100 pinové paměti SO-DIMM mají dva výřezy.
- 144 pinové paměti SO-DIMM mají jeden výřez poblíž středu.
- 200 pinové paměti SO-DIMM mají jeden výřez blíže k jedné straně. Přesná pozice výřezů se liší. (čtěte níže)
- 204 pinové paměti SO-DIMM (DDR3) mají jeden výřez který je blíže ke středu než u pamětí s 200 piny.
- 260 pinové paměti SO-DIMM (DDR4)

### Varianty 200 pinových pamětí SO-DIMM
200 pinové paměti SO-DIMM mohou být typu DDR nebo DDR2. V obou případech je výřez situován na jedné pětině délce plošného spoje paměti (20 pinů + výřez + 80 pinů). V případě paměti typu DDR2 je výřez situován o něco blíže ke středu desky, než je tomu u typu DDR.
Tyto dva typy pamětí SO-DIMM (DDR a DDR2) nejsou zaměnitelné. Různé pozice výřezů (zámků) jsou navrženy speciálně tak, aby bylo zabráněno instalaci do jiných desek než k deskám určených pro daný typ pamětí.
Tato variabilita je taktéž navržena kvůli jiným rychlostem pamětí, různými typy řadičů pro paměti a v neposlední řadě taktéž hlavně kvůli elektrické nekompatibilitě. Paměti typu DDR a DDR2 mají jiná provozní elektrická napětí. Paměť typu DDR vyžaduje elektrické napětí 2,6 V zatímco paměť typu DDR2 1,8 V.

## Hlavní vlastnosti
200 a 204 pinové paměti SO-DIMM měří okolo 6,76 cm na délku a jejich šířka je 3,175 cm s maximální tloušťkou okolo 0,38 cm.
Paměti SO-DIMM typu DDR2 pracují převážně na frekvencích od 200 MHz až k 800 MHz (PC2-6400).
Jeden z nejnovějších typů 204 pinové paměti SO-DIMM obsahuje DDR3 SDRAM, se specifikacemi jako je PC3-6400, PC3-8500, PC3-10600, a PC3-12800.